# Patricio Nicolas Vega
Patricio Nicolás Vega (2 de diciembre de 1991, Villa Gobernador Gálvez, Argentina) es un futbolista argentino que debutó en la Copa Argentina jugando en Newell's Old Boys donde también fue parte del plantel que disputó la Copa Libertadores y luego se fue a Juventud Unida de San Luis por unos meses. Luego jugó en Coronel Aguirre del Argentino B hasta el 2014. Desde 2015 hasta 2017 fue jugador de Juventud Unida de Gualeguaychu por Primera B Nacional de AFA. Conformó planteles de selección Argentina juveniles entre el 2008 y 2010. Actualmente se encuentra retirado del fútbol profesional.

## Clubes
| Club                           | País      | Año         |
| ------------------------------ | --------- | ----------- |
| Newell's Old Boys              | Argentina | 2011 - 2012 |
| Juventud Unida de San Luis     | Argentina | 2012        |
| Coronel Aguirre                | Argentina | 2013 - 2014 |
| Juventud Unida de Gualeguaychu | Argentina | 2015-2017   |
| Central Norte de Salta         | Argentina | 2017-2018   |

- Datos: Q9056893